# Айфил, Гвен
Гве́ндолин Л. А́йфил (англ. Gwendolyn L. Ifill; 29 сентября 1955 — 14 ноября 2016 года) — американская журналистка, телеведущая и писательница. Была награждена Премией Пибоди в 2008, её имя было торжественно вписано в Зал славы национальной ассоциации афро-американских журналистов в 2012 году.

## Биография
Гвен Айфил родилась 29 сентября 1955 года в Нью-Йорке, районе Джамейка, округ Куинс. Она была пятым из шести детей в семье священнослужителя Африканской Методистской Епископальной Церкви Оливера Урсила Айфил-старшего и Элеоноры Айфил (в девичестве, Хасбэнд). Её полное имя при рождении было Гвендолин Л. Айфил, но она никогда не раскрывала секрета, что означало её второе имя «Л.», которое Айфил не нравилось. Айфил окончила в 1977 году женский Колледж Симмонса в Бостоне, получив степень бакалавра искусств. Еще в колледже она начала писать статьи для местной газеты Бостон Геральд. С 1981 по 1984 год Гвен Айфил работала в редакции газеты The Baltimore Sun, с 1984 по 1991 год — в The Washington Post, с 1991 по 1994 год — в The New York Times. В 1994 году она получила работу репортёра на телеканале NBC. В октябре 1999 года она стала ведущей программы Washington Week и первой чернокожей женщиной, ведущей политическое ток-шоу на национальном телевидении. Айфил стала первой чернокожей женщиной, ведущей вице-президентские дебаты. Гвен Айфил вела 5 октября 2004 года вице-президентские дебаты между вице-президентом, республиканцем Диком Чейни и сенатором от Северной Каролины, демократом Джоном Эдвардсом. Впоследствии она была ведущей на многих дебатах, в том числе — Джо Байдена и Сары Пэйлин, Хиллари Клинтон и Берни Сандерса.
Айфил — автор бестселлера «Политика и раса в эпоху Обамы», вышедшего в день инаугурации Барака Обамы.

### Болезнь и смерть
Айфил умерла от рака молочной железы 14 ноября 2016 года в возрасте 61 года. По данным телекомпании CNN, она провела свои последние дни в Вашингтоне, округ Колумбия, в хосписе, в окружении родных и друзей.

## Личная жизнь
Айфил никогда не была замужем, и у неё не было детей.

## Награды
Гвен Айфил, работая на Службе общественного вещания, за освещение предвыборной кампании была награждена Премией Пибоди в 2008. Её имя было торжественно вписано в Зал славы национальной ассоциации афро-американских журналистов в 2012 году.